# Langweiler Wald
Langweiler Wald – dawny obszar wolny administracyjnie (gemeindefreies Gebiet) w Niemczech w kraju związkowym Bawaria, w rejencji Górna Frankonia, w regionie Oberfranken-Ost, w powiecie Bayreuth. Obszar był niezamieszkany. 1 marca 2020 obszar został rozwiązany, a jego teren przyłączono do miasta Waischenfeld (74,38 ha), oraz gmin  Ahorntal (177,6 ha) oraz Mistelgau (200,16 ha).